# Stauranthus conzattii
Stauranthus conzattii är en vinruteväxtart som beskrevs av Rose & Standley. Stauranthus conzattii ingår i släktet Stauranthus och familjen vinruteväxter. Inga underarter finns listade i Catalogue of Life.